# CFGS-DT
CFGS-DT est une station de télévision québécoise située à Gatineau appartenant à RNC Media et affiliée au réseau Noovo. La station qui dessert également les Franco-Ontariens dans la capitale voisine d'Ottawa, en Ontario. Elle est la station-sœur de CHOT-DT (TVA).

## Histoire
La station a été lancée le 7 septembre 1986 au canal 49, et a été déplacée au canal 34 en 2001 afin d'agrandir son territoire. Elle rediffusait la programmation de TQS en substituant la publicité locale ainsi que les bulletins de nouvelles locales à partir de ses studios de Gatineau.
TQS est devenu V le 31 août 2009. V est devenu Noovo le 31 août 2020.

## Télévision numérique terrestre
Le 31 août 2011, les stations du marché de la région de la capitale ont éteint leurs antennes analogiques pour diffuser en mode numérique. Pour une raison inconnue, CFGS a continué de diffuser en mode analogique jusqu'au 31 octobre. Elle diffuse depuis cette date au canal 34, canal virtuel 34.1. Par contre, ses studios ne sont pas équipés pour la diffusion en haute définition.